# Bruno-Plache-Stadion
Das Bruno-Plache-Stadion ist ein Fußballstadion mit Leichtathletikanlage in Leipzig, Sachsen. Es ist Austragungsort der Heimspiele des Fußballvereins 1. FC Lokomotive Leipzig. Die Anlage befindet sich im Stadtteil Probstheida in Sichtweite des Völkerschlachtdenkmals. Die Spielstätte aus den 1920er Jahren fasst offiziell 15.600 Besucher, ist jedoch aus Sicherheitsgründen auf maximal 12.321 Zuschauer begrenzt. Von den Fans wird es im Allgemeinen nur „Bruno“ genannt.
Das Stadion erhielt seine heutige Bezeichnung im Jahre 1949. Der Namensgeber war der Arbeitersportfunktionär Bruno Plache. Zuvor hieß das Stadion Probstheidaer Stadion, wurde in Medien nach dem bespielenden Verein VfB Leipzig aber meist VfB-Stadion genannt.
Zu seiner Eröffnung im Jahre 1922 war die Spielstätte mit einem geplanten Fassungsvermögen von 40.000 Besuchern das größte vereinseigene Stadion Deutschlands. Die 1932 errichtete, heute noch in Betrieb befindliche Holztribüne, ist weitestgehend im Originalzustand erhalten. Sie ist damit ein bedeutendes architektonisches Beispiel für eine große Tribüne in deutschen Fußballstadien jener Zeit.

## Geschichte

### 1920 bis 1945
Ende des Jahres 1920 wurde für den VfB Leipzig ein 80.000 Quadratmeter großer Gutsbesitz in Probstheida erworben, um dort ein neues Stadion zu errichten. Nach fast zwei Jahren war ein Stadion für 40.000 Zuschauer fertiggestellt. Es verfügte bereits über eine kleine Tribüne mit 800 Plätzen und eine 400-Meter-Laufbahn. Der Zuschauerdamm war als Graswall ausgelegt, ähnlich der heutigen Leipziger Festwiese.
Das VfB-Stadion wurde mit einer Festwoche vom 5. bis zum 13. August 1922 eingeweiht. Zur Premiere kamen 50.000 Zuschauer, dabei besiegte der SC Victoria Hamburg den Gastgeber VfB mit 3:2. Innerhalb der Festwoche ließ der DFB das zweite Endspiel der nie entschiedenen Deutschen Meisterschaft zwischen dem 1. FC Nürnberg und dem Hamburger SV austragen, bei dem ca. 50.000 bis 60.000 Zuschauer zugegen waren.
1932 wurde die überdachte Holztribüne ausgebaut, die einen Großteil der Westgerade einnimmt. Sie ist heute die wahrscheinlich größte im Originalzustand erhaltene und in Funktion befindliche Holztribüne in einem deutschen Fußballstadion aus jener Zeit. Zusätzlich wurden die Dämme verbreitert – Voraussetzung für das Länderspiel gegen die Schweiz am 6. März 1932 vor 50.000 Zuschauern. In der Nacht vom 16. auf den 17. Februar 1935 zerstörte ein Unwetter Teile der Tribüne und das Südtor. 1943 wurde das Stadion in Hans-Hess-Kampfstätte umbenannt, wobei der Wirtschaftsführer Hans Heß, als Generaldirektor an der Spitze des Versicherungskonzerns Allianz stehend, Namensgeber war.
Nach dem Luftangriff vom 6. April 1945 auf Leipzig wurden gesammelte Leichen ohne Sargumhüllung auf den VfB-Sportplatz gelegt, da die Kapazität für die Lagerung auf dem in unmittelbarer Nachbarschaft gelegenen Südfriedhof erschöpft war. „Hier lagen sie viele Tage bei Regen und Sonnenschein. Ein fürchterlicher Leichengeruch verpestete die Gegend.“
Das Probstheidaer Stadion blieb bis zur Auflösung des VfB im Jahre 1945 dessen Eigentum.

### 1946 bis heute

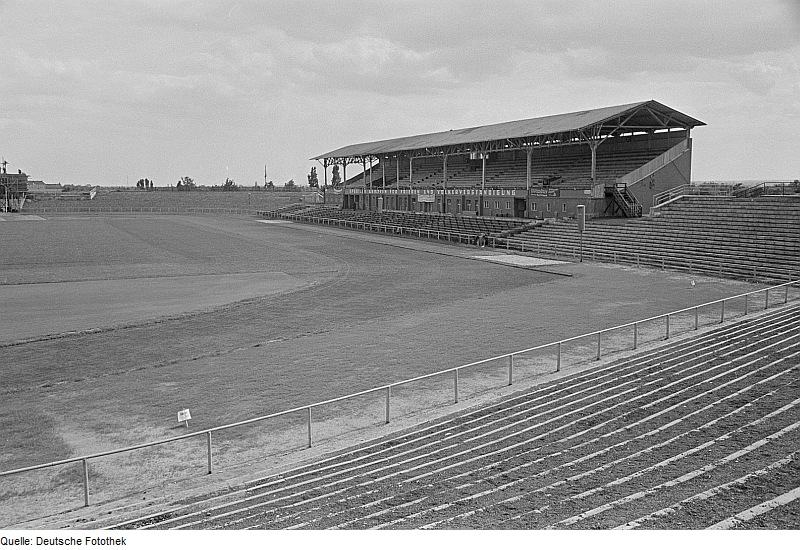
Bruno-Plache-Stadion 1952

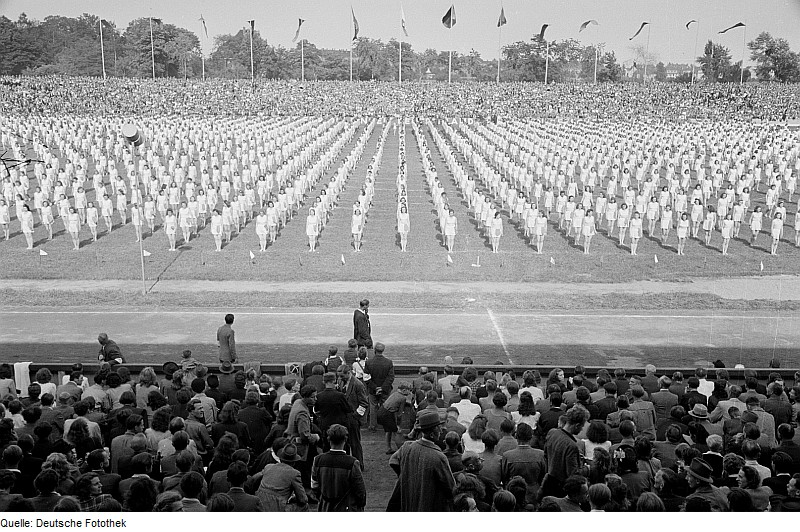
Frauen in Reihe bei einer Sportveranstaltung 1949

Ab Mai 1946 diente das Stadion Veranstaltungen des Breitensports. Erster Höhepunkt nach dem Zweiten Weltkrieg waren die Endspiele um die Ostzonenmeisterschaft im Fußball und Feldhandball am 4. Juli 1948, die als Doppelveranstaltung ausgetragen wurden.
Bis zum III. Parlament der FDJ zu Pfingsten 1949 wurden weitere Kriegsschäden beseitigt und das nun nach Bruno Plache benannte Stadion modernisiert. Dabei wurde unter anderem der Rasendamm durch die noch heute vorhandenen erdhinterfüllten Betonkanten-Stehtraversen ersetzt. 70.000 Zuschauer waren dann bei der FDJ-Sportschau im total überfüllten Stadion dabei – der absolute Besucherrekord.
Ein weiterer Höhepunkt war am 7. Mai 1952, als das seit Wochen ausverkaufte Stadion (55.000 Besucher) zum Etappenziel der erstmals durch die DDR führenden Friedensfahrt der Radsportler wurde. Auch Chemie Leipzig wich in diesen Jahren bei wichtigen Spielen nach Probstheida aus. Nach Einheit Ost wurden 1954 die Fußballer des SC Rotation Leipzig im Bruno-Plache-Stadion heimisch.
Die ganz großen Fußballspiele erlebten die Zuschauer im Bruno-Plache-Stadion aber selten, da der 1. FC Lokomotive Leipzig seine Top-Begegnungen im Zentralstadion austrug. Als beste im Plache-Stadion ausgetragene Partien gelten:
- das IF-Cup-Endspiel 1966 gegen IFK Norrköping vor 20.000 Zuschauern,
- IF-Cup-Spiel 1967 gegen Hannover 96 vor 35.000 Zuschauern,
- das Wiederaufstiegsspiel in die DDR-Oberliga am 31. Mai 1970 gegen Wismut Gera, das vor 30.000 Zuschauern den absoluten Zuschauerrekord in der DDR-Liga bedeutete,
- das Oberliga-Spiel am 3. September 1977 gegen Dynamo Dresden vor 32.000 Zuschauern und
- die Europapokalspiele 1983 gegen Girondins Bordeaux und Werder Bremen vor (offiziell) ca. 25.000 Zuschauern.

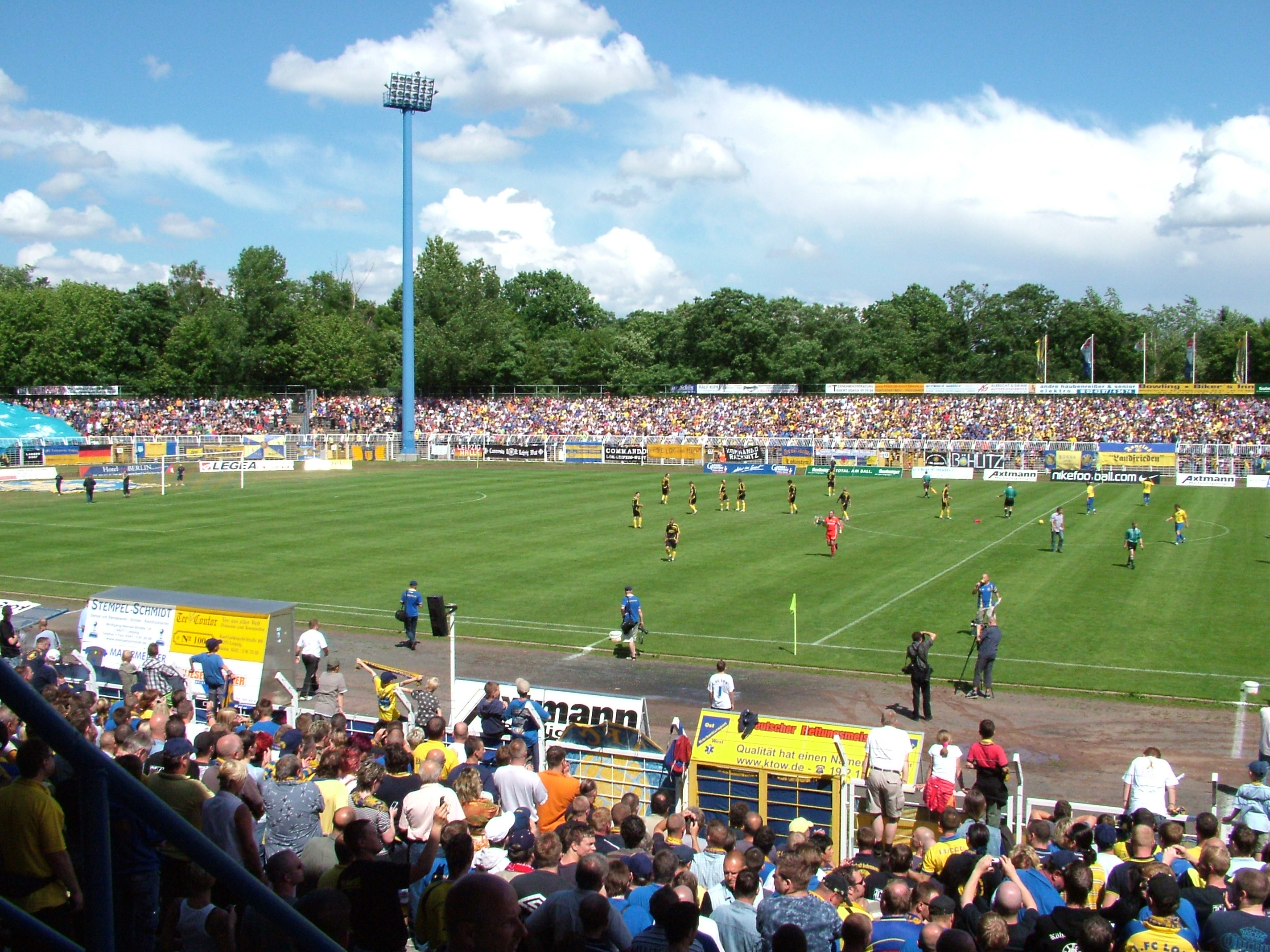
Das gefüllte Bruno-Plache-Stadion im Juni 2007

Anfang 1992 sperrte der DFB das Bruno-Plache-Stadion für Spiele der 2. Bundesliga. Die Spielstätte entsprach nicht den Sicherheitsanforderungen für die zweithöchste bundesdeutsche Fußball-Spielklasse. Deshalb fanden die Spiele des 1991 wieder gegründeten VfB Leipzig im Zentralstadion statt. Ab der Saison 1995/96 wurden die Sicherheitsmängel beseitigt, was mit einer starken Reduzierung der Zuschauerkapazität verbunden war, und 1997 eine Flutlichtanlage eingebaut. Der VfB spielte seither bis zu seiner Insolvenz 2004 wieder in Probstheida. Es gab Pläne, das Stadion in ein reines Fußballstadion umzubauen, die schwachen Finanzen des VfB ließen dieses Vorhaben allerdings nicht zu.
Seit 2004 trägt der neu gegründete 1. FC Lokomotive Leipzig seine Spiele im Stadion aus. Die Heimspiele in der 3. Kreisklasse 2004/05 besuchten durchschnittlich 3.000 Zuschauer, was für diese Spielklasse einmalig in der Geschichte des deutschen Fußball ist. In einem Freundschaftsspiel gegen Hertha BSC war das Stadion am 23. Mai 2005 seit langem wieder fast ausverkauft (13.098 Zuschauer).
Seit der ersten Insolvenz des VfB 1999 ist das Stadion im Besitz der Stadt Leipzig. Seit dem 1. Juli 2015 liegt das Erbbaurecht beim 1. FC Lok.
Mittlerweile ist das Stadion baufällig, die Kapazität ist aus Sicherheitsgründen auf 12.321 Zuschauer beschränkt.
Die Leipzig Kings aus der European League of Football nutzen das Stadion ab Juli 2022 für ihre Heimspiele.

## Trivia
Am 13. Juni 1999 spielte Bruce Springsteen ein Konzert seiner Reunion-Tour im Bruno-Plache-Stadion.

## Galerie

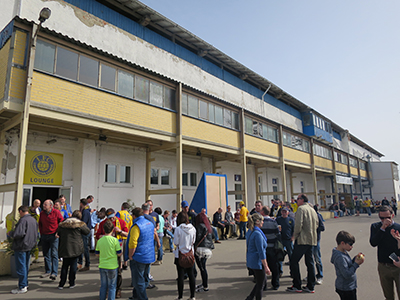
Haupttribüne
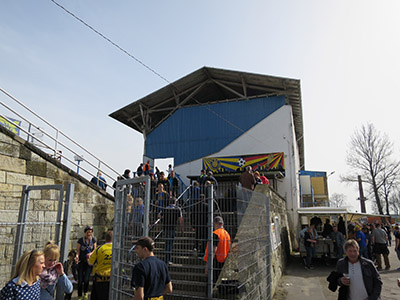
Haupttribüne
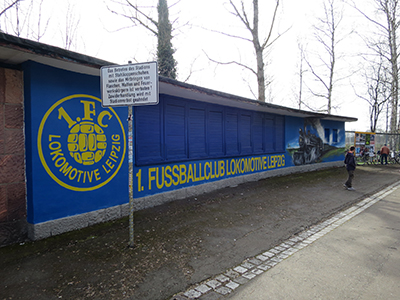
Stadionkasse
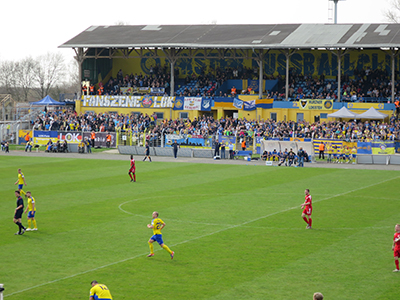
Haupttribüne von der Gegengerade aus

## Daten
- Klassisches Stadionoval mit Laufbahn
- Flutlichtanlage mit 700 Lux Beleuchtungsstärke

- Zuschauerkapazität: 12.321 Plätze[2]
  - 9.750 Stehplätze
  - 1.150 Sitzplätze (überdacht)